# 宜里农场
大兴安岭农场宜里农场，是中国内蒙古自治区呼伦贝尔市鄂伦春自治旗下辖的一个类似乡级单位。

## 行政区划
大兴安岭农场宜里农场共辖以下地区：
一队、二队、三队、四队、五队、六队、七队、八队、九队、十队、十一队。